# Городея
Городе́я (бел. Гарадзе́я) — городской посёлок в Несвижском районе Минской области Беларуси. Расположен на автодороге Несвиж — Новогрудок, на реке Городейка неподалёку от её впадения в Ушу; железнодорожная станция на линии Минск — Барановичи.
Численность населения — 3 563 человек (на 1 января 2025 года).

## История
С 1575 собственность Радзивиллов.
Несочетаемость морфем в названии Городея позволяет предположить, что в нём под влиянием восточнославянского полногласия скрыты следы финно-угорских корней гарт «деревня» и я «река».
В XIX веке — деревня под названием Горная Городея, центр волости Новогрудского уезда Минской губернии Российской империи. Здесь изготавливали голландские сыры. С 1869 года работало народное училище. Со строительством Московско-Брестской железной дороги (1871 год) — станция. В 1897 году было 719 жителей, 17 магазинов, сахарный и пивной склад, молитвенный дом. В Первую мировую войну с 1915 года — в прифронтовой полосе; называлась Замирье.
С 1920 года — в составе Польши, центр гмины Несвижского повята.
С 1939 года в БССР. С 1940 года городской посёлок в Несвижском районе, слился с железнодорожной станцией. В 1969 году было 4,2 тысячи жителей. На данный момент состоит из четырёх районов: посёлок Новогородейский, посёлок Сахарного комбината, посёлок Ударный и, собственно, Городея.

## Население
Численность населения — 3 563 человек (на 1 января 2025 года). Численность населения — 3 601 человек (на 1 января 2024 года).
| Год  | Численность | Численность   |
| ---- | ----------- | ------------- |
| 1959 | 2840        | [ 9 ]         |
| 1970 | 4372        | [ 10 ]        |
| 1979 | 4476        | [ 11 ]        |
| 1989 | 4673        | [ 12 ]        |
| 2006 | 4270        |               |
| 2009 | 4099        | [ 13 ] [ 14 ] |
| 2016 | 3802        | [ 15 ]        |
| 2018 | 3752        | [ 16 ]        |
| 2019 | 3797        |               |
| 2020 | 3700        | [ 17 ]        |
| 2021 | 3750        | [ 18 ]        |
| 2022 | 3709        | [ 19 ]        |
| 2023 | 3643        | [ 20 ]        |
| 2024 | 3601        | [ 21 ]        |
| 2025 | 3563        | [ 2 ]         |

## Экономика
- Городейский сахарный комбинат
- Льнозавод (ликвидирован в 2014 году[22])
- Завод по переработке рапса и других масляных культур

## Культура
- Дом культуры

## Достопримечательности
- Свято-Преображенская церковь (1808)
- Костёл Святого Иосифа
- Православная часовня (1874)[23]
- Синагога (не действует)
- Дом для работников железной дороги
- Братская могила, ул. Шоссейная —  Историко-культурная ценность Республики Беларусь, шифр 613Д000488

## Галерея

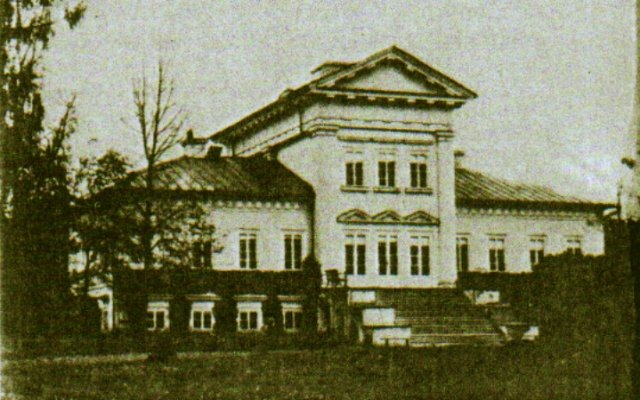
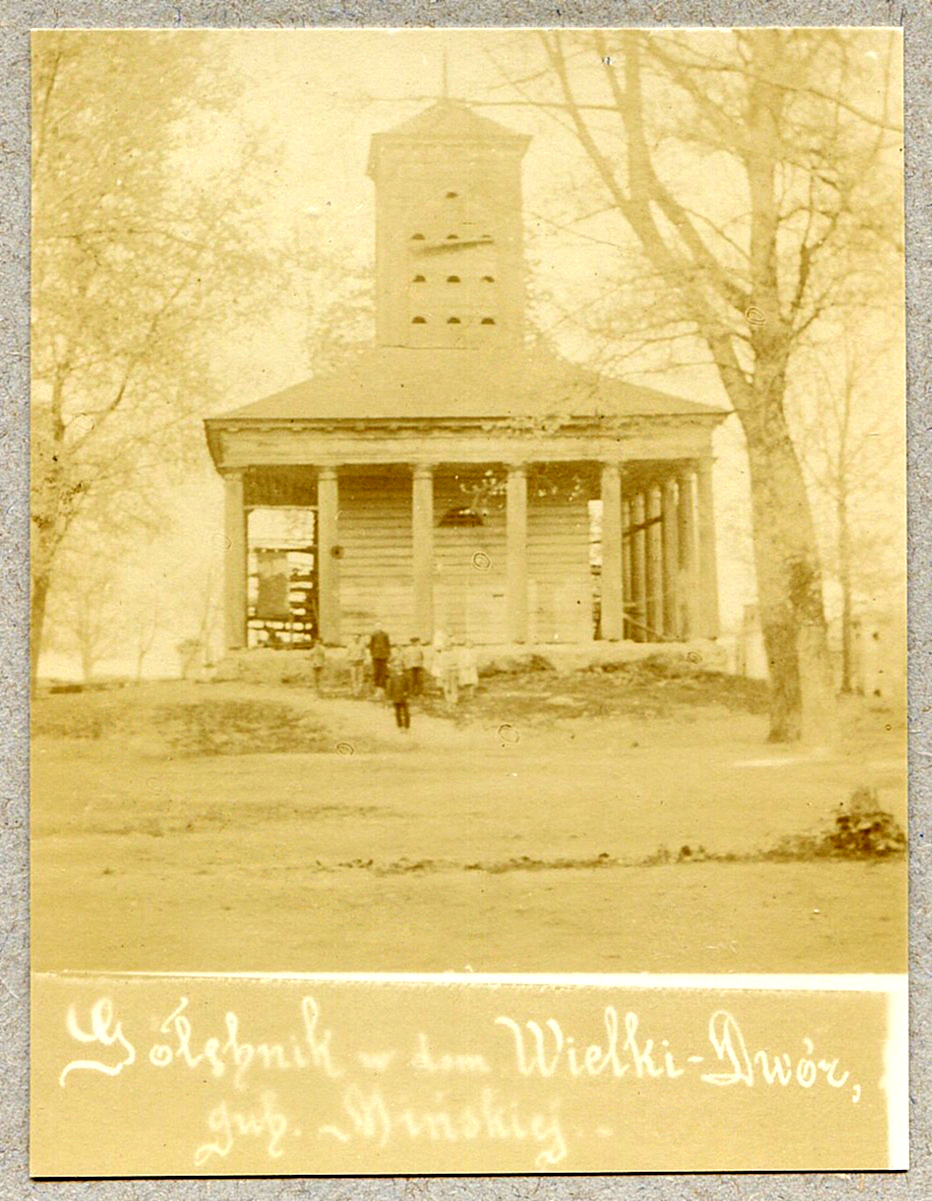
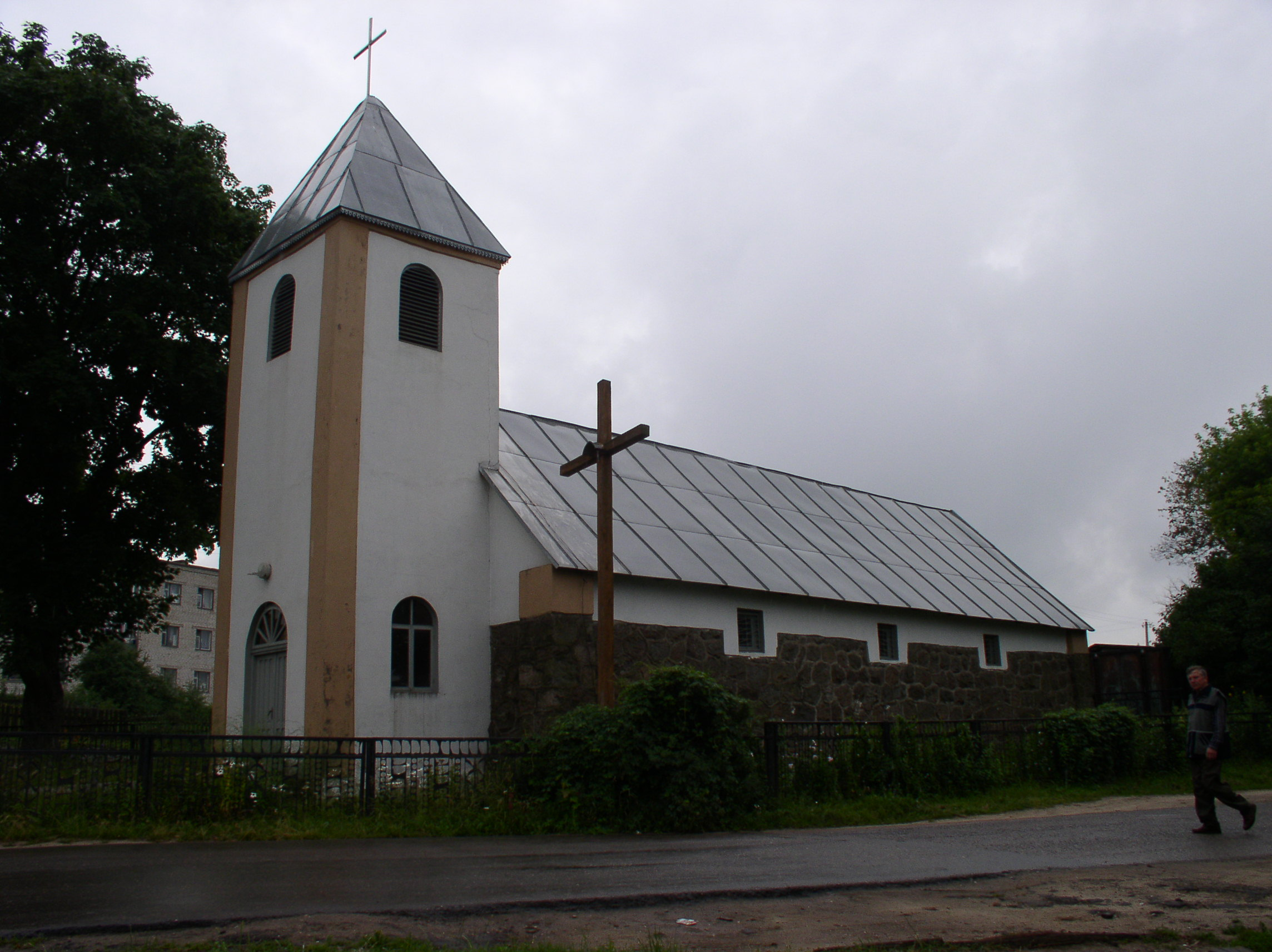
Костёл Святого Иосифа
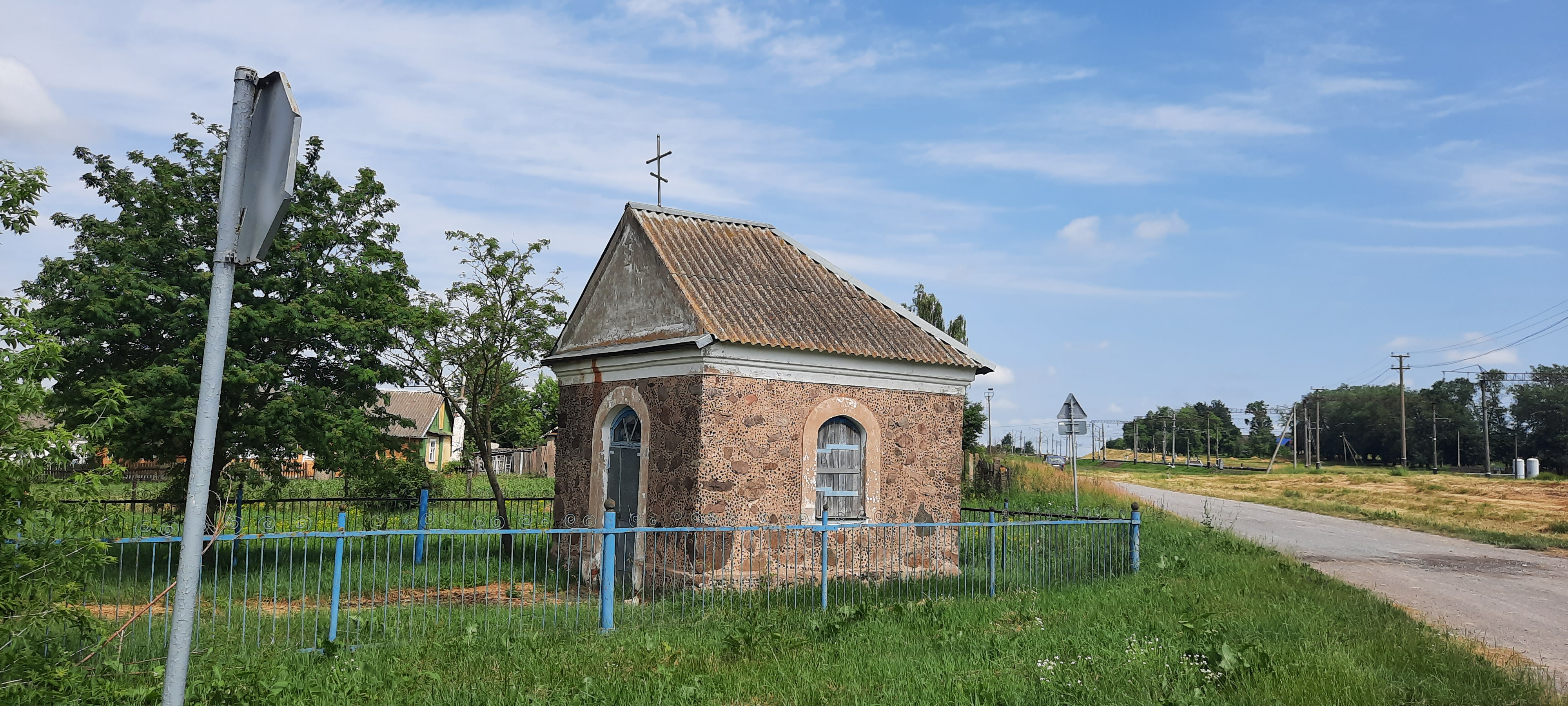
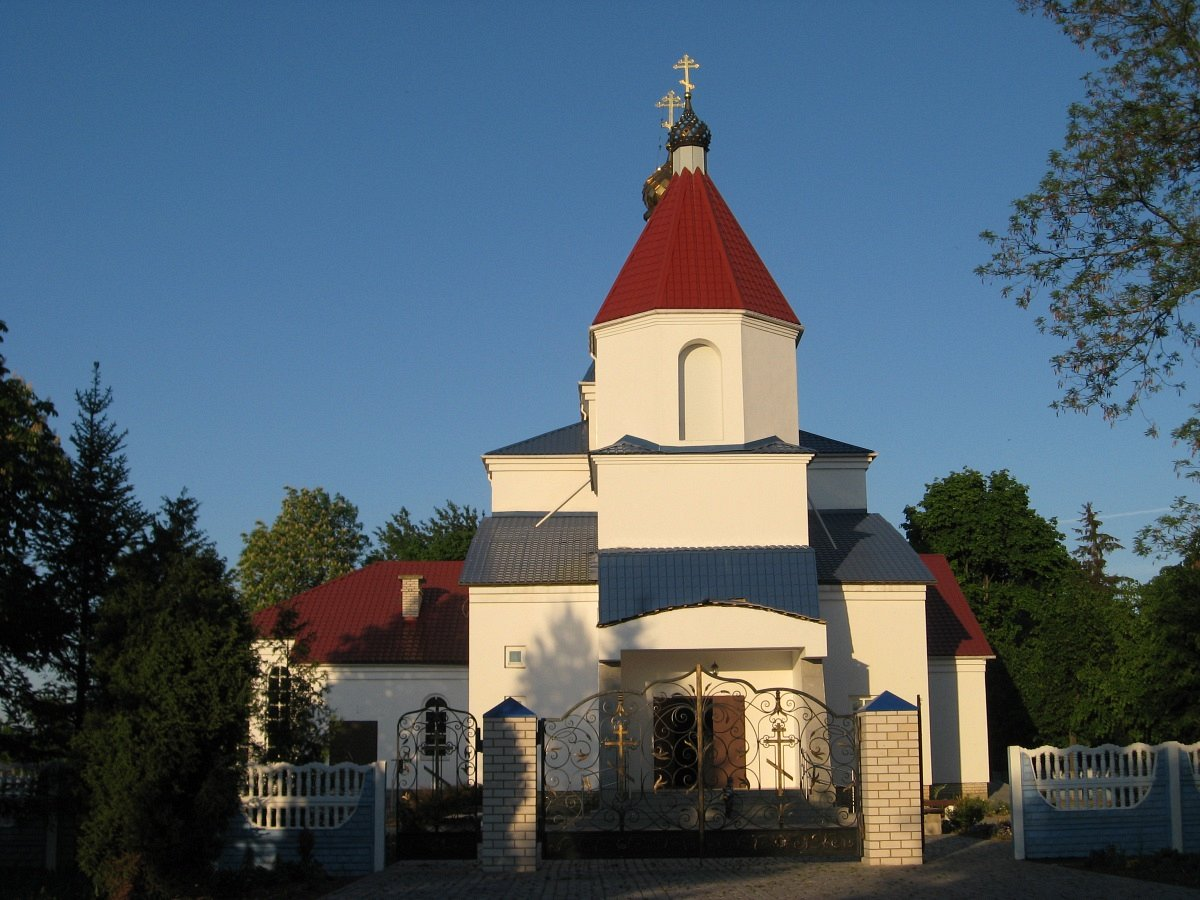
Церковь
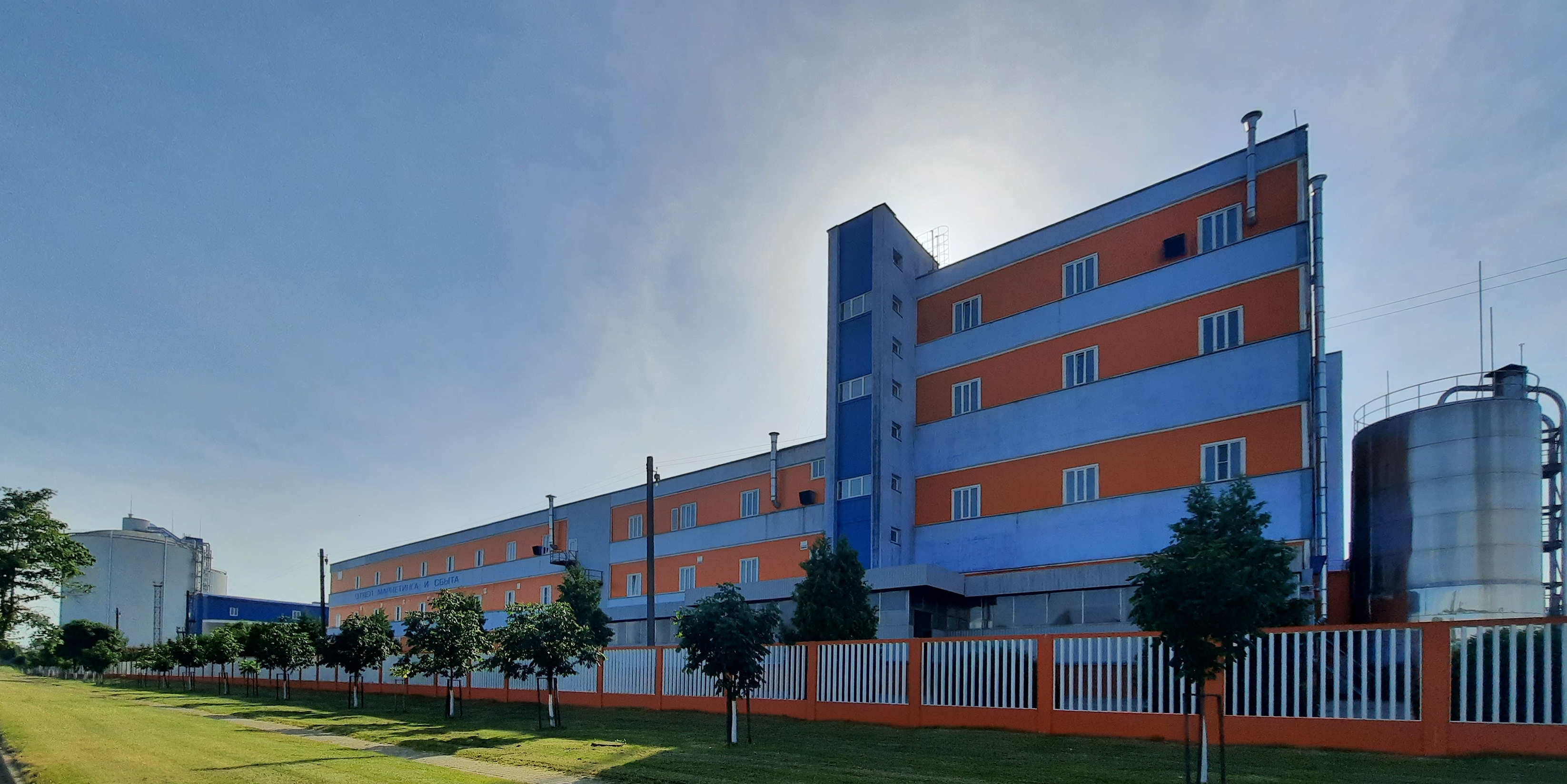
Сахарный комбинат
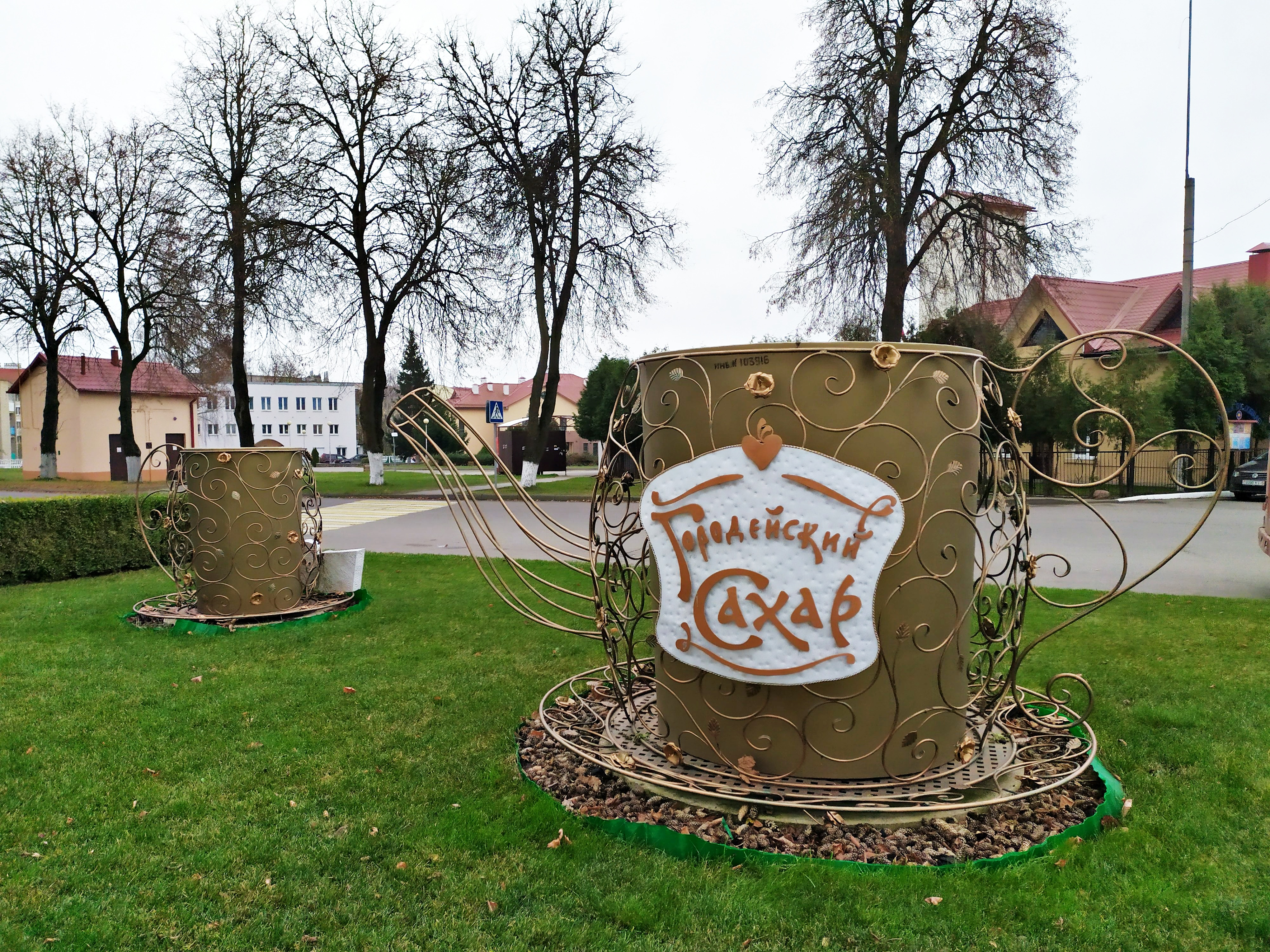
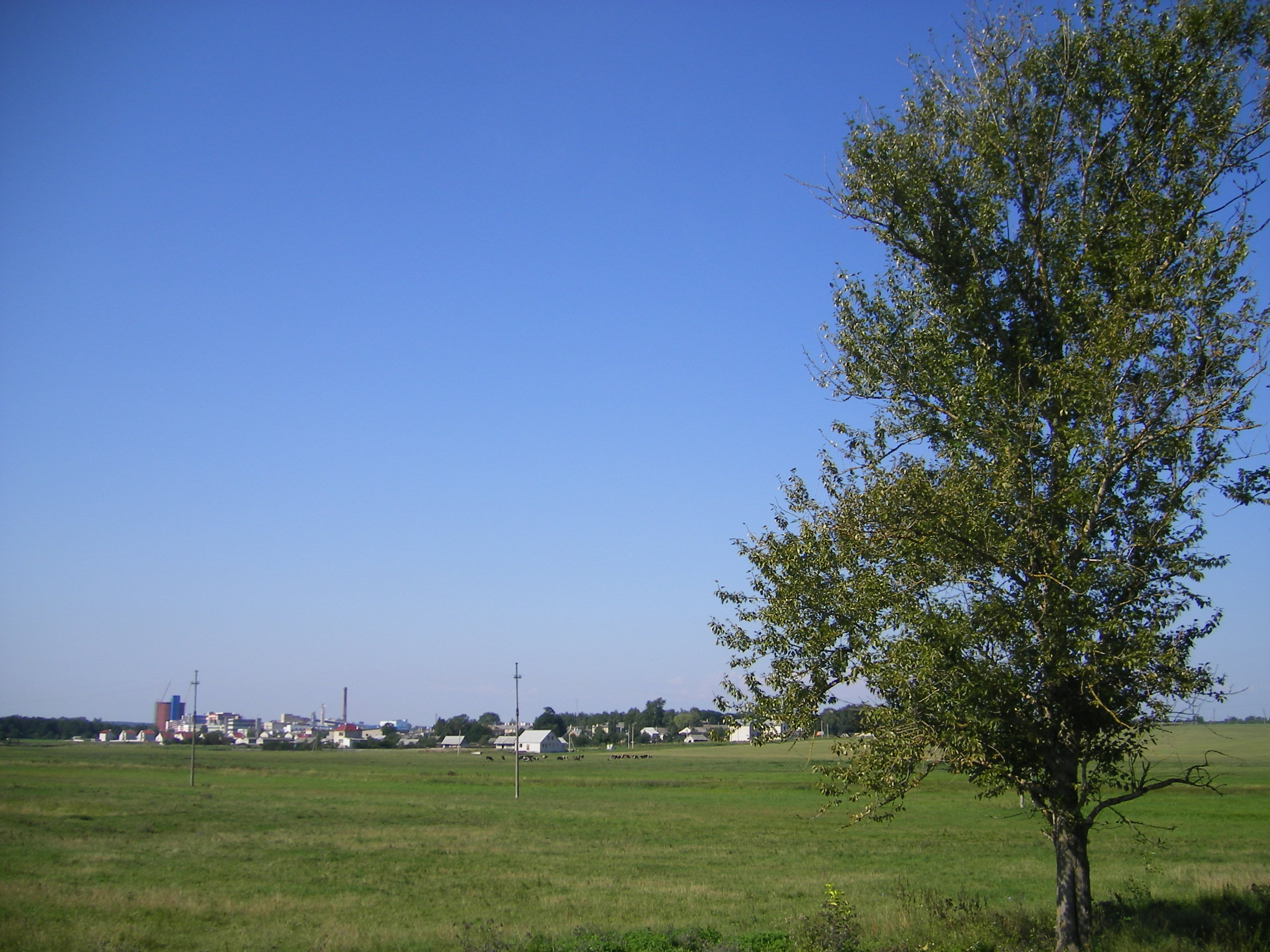
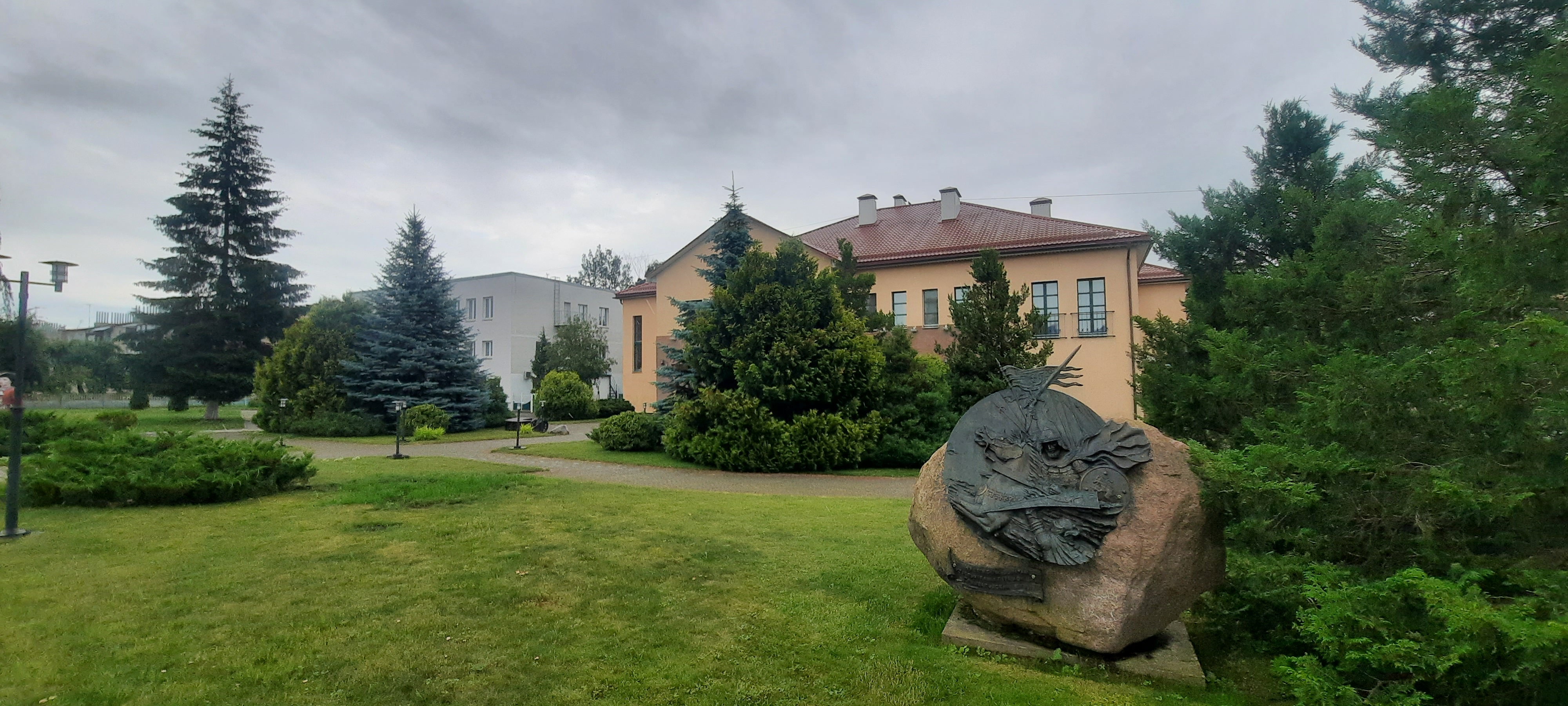
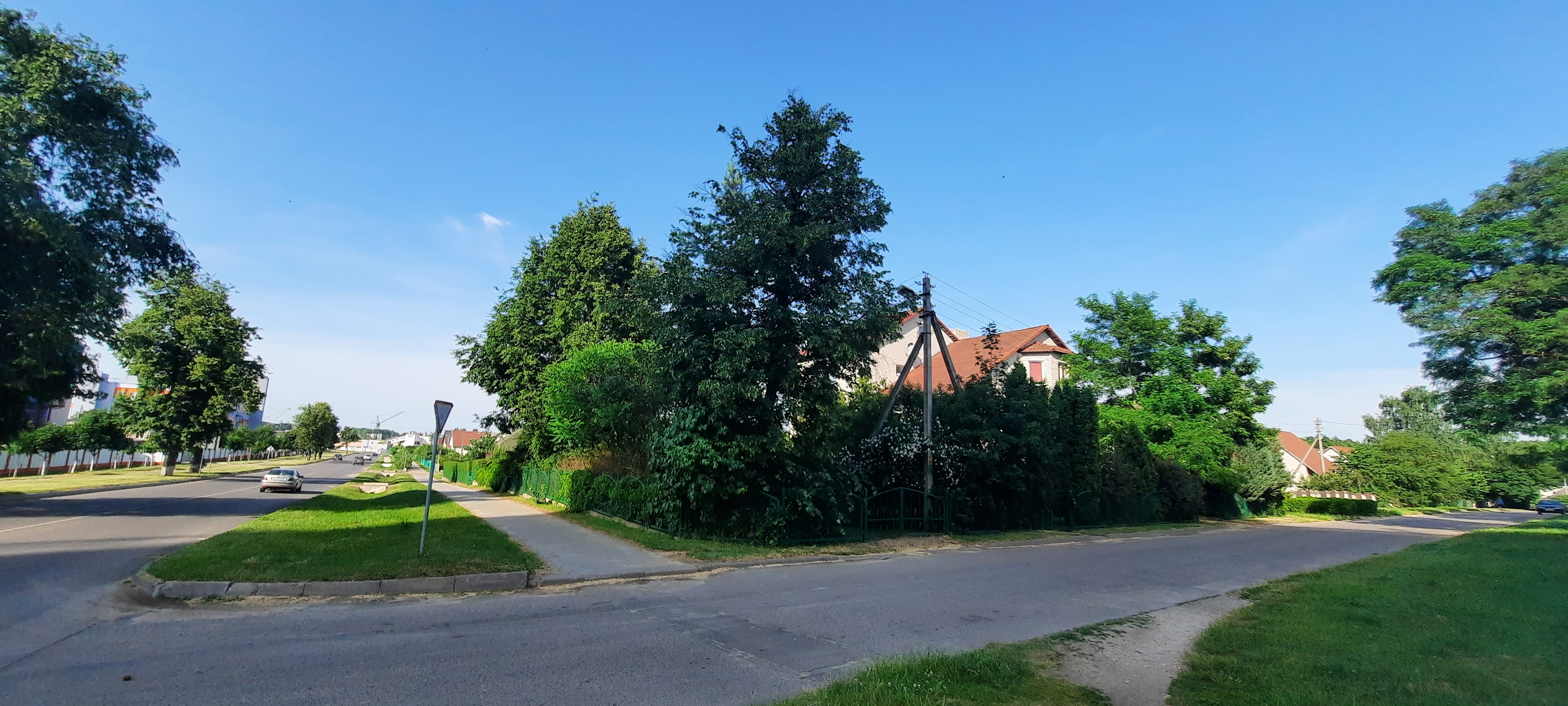
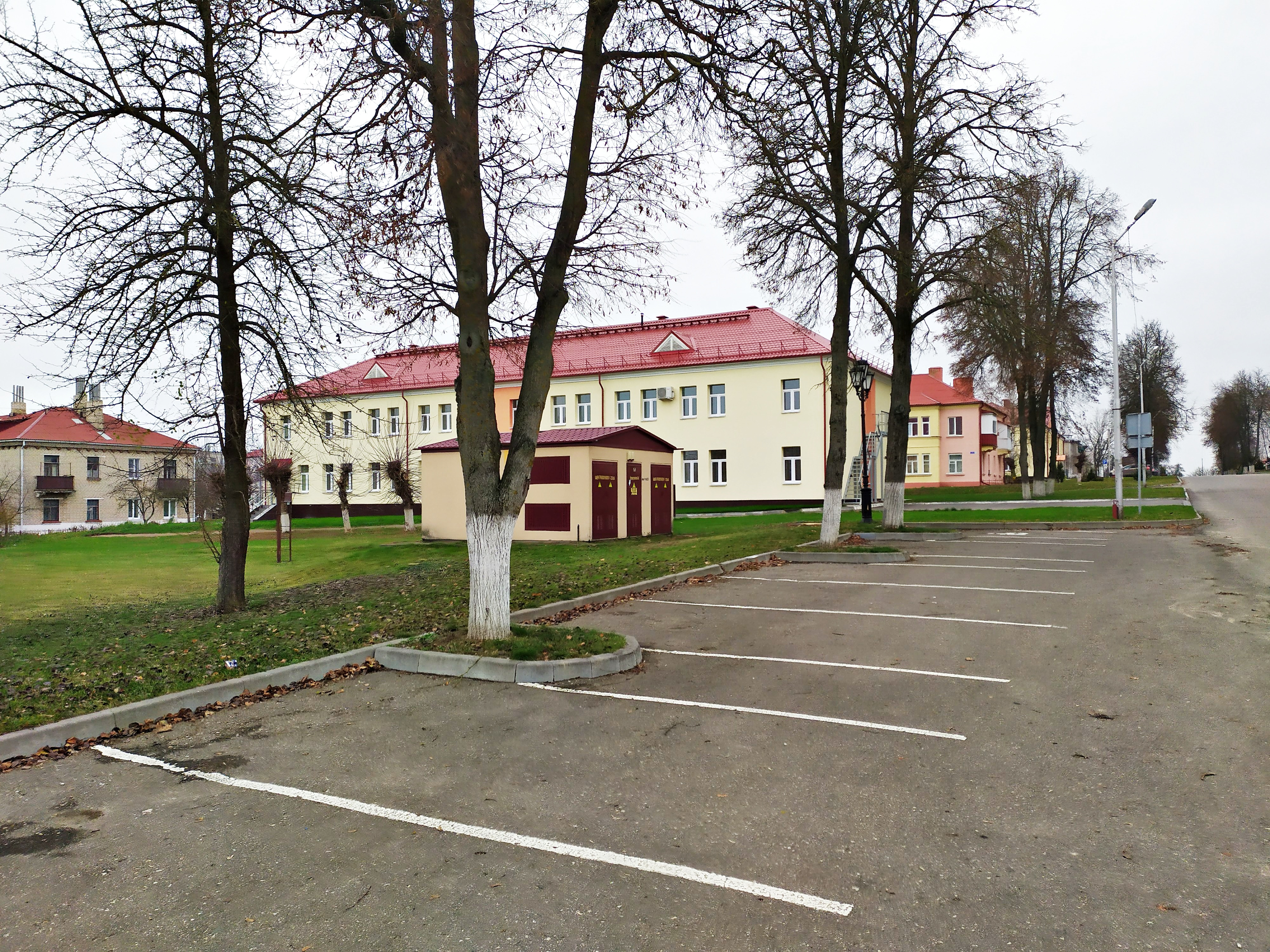
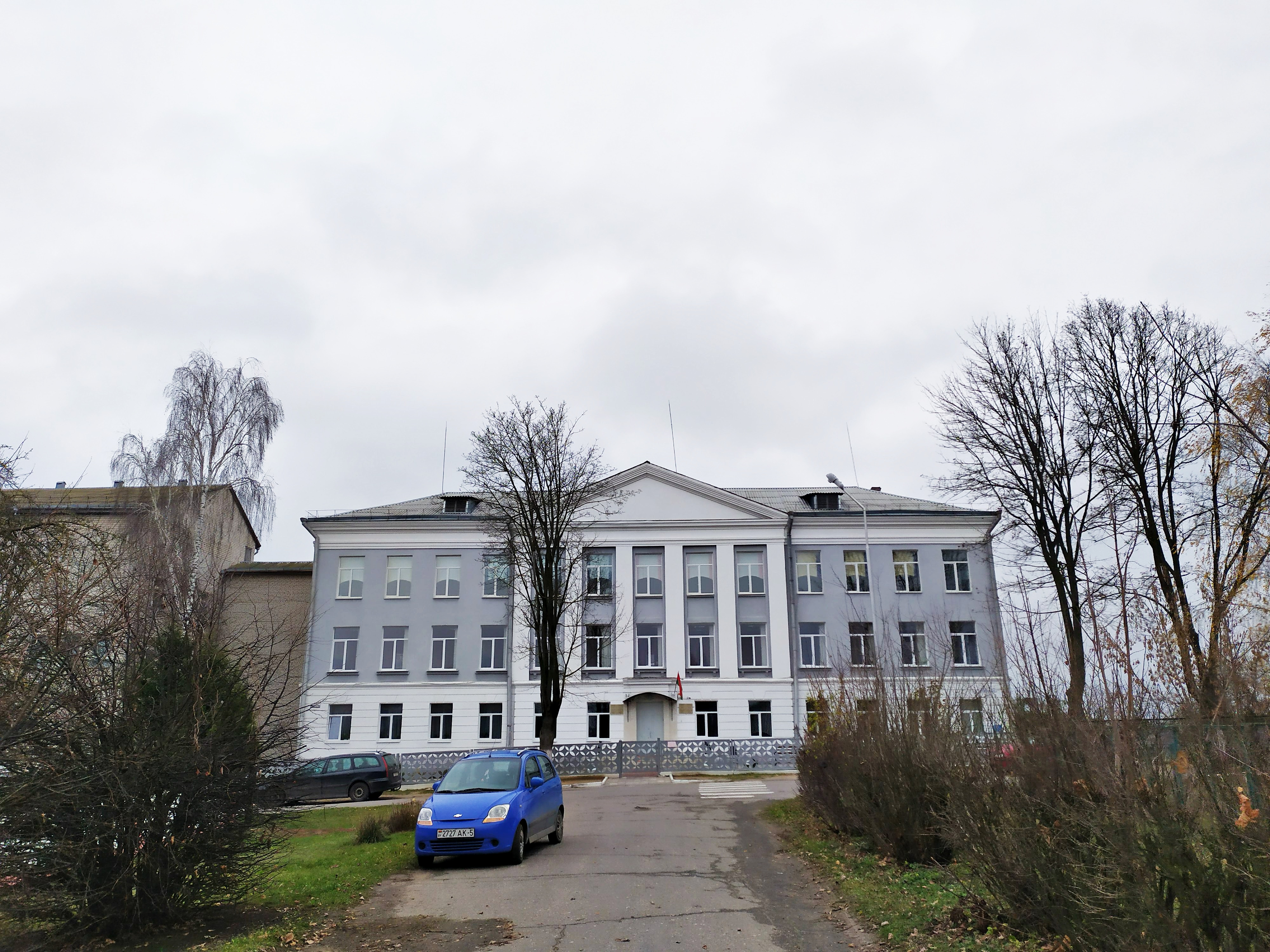
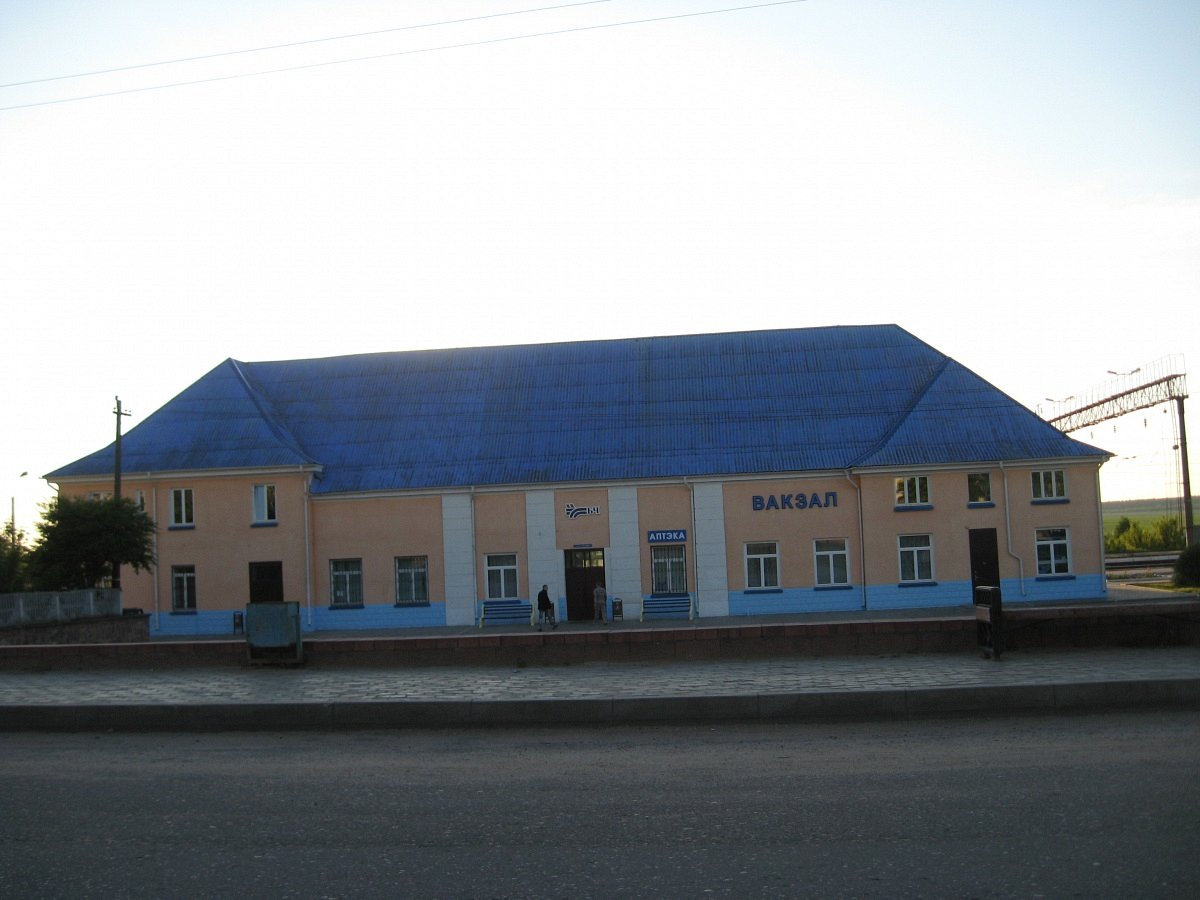
Железнодорожная станция Городея